# Grace Annie Lockhart
Grace Annie Lockhart (ur. 22 lutego 1855 w Saint John, zm. 18 maja 1916 w Charlottetown) – pierwsza kobieta w historii Imperium Brytyjskiego, która uzyskała tytuł bakałarza. Osiągnęła to 25 maja 1875, gdy ukończyła Mt Allison College w Sackville.